# 扎特夏 (特諾皮爾州)
扎特夏（羅馬化：Zatyshshia）是烏克蘭西部捷爾諾波爾州克雷梅内茨区波恰伊夫市镇内的村落。始建於1450年，面積0.65平方公里，2001年人口295，人口密度每平方公里453.9人。